# قلعة تاجابيرا

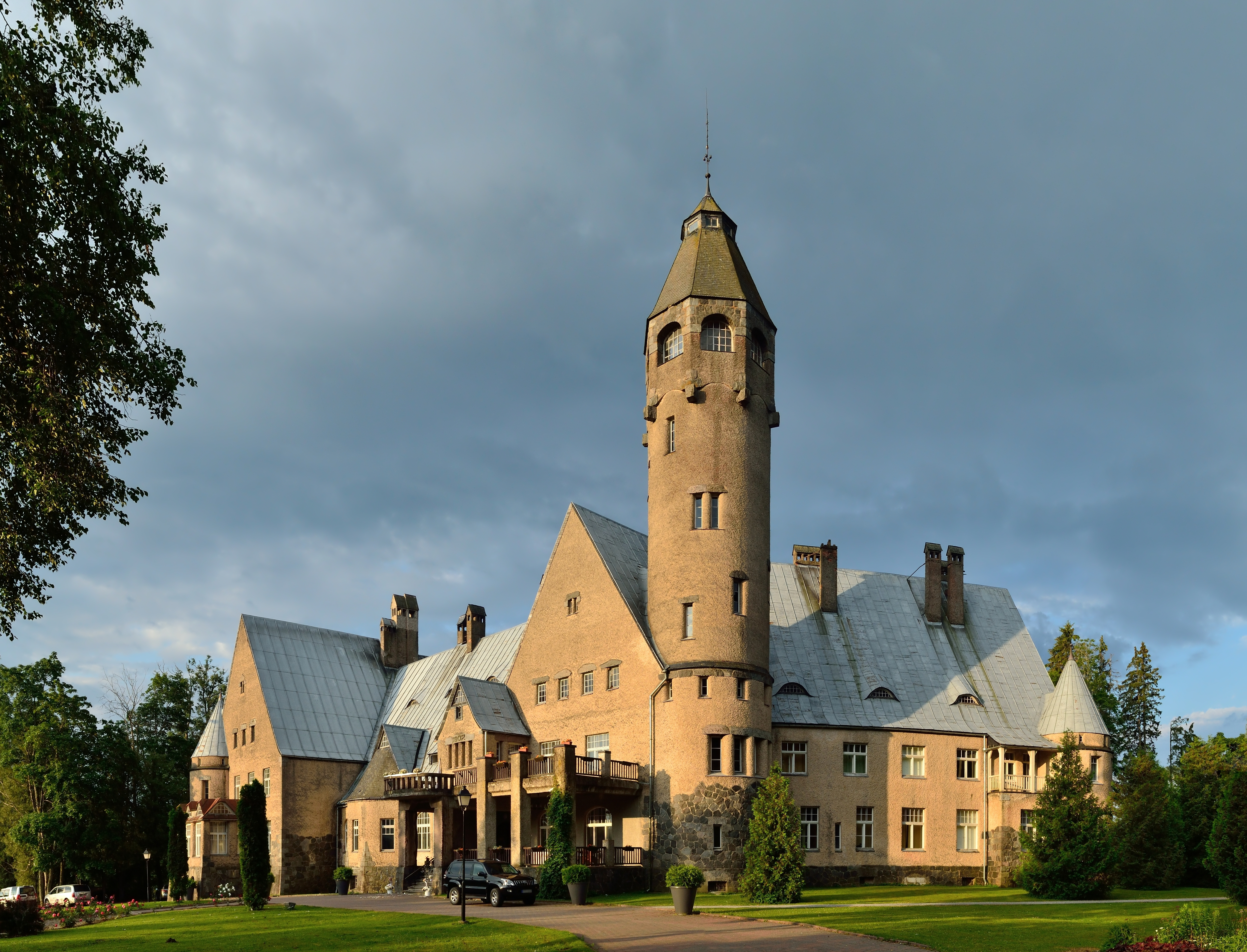
صورة للقلعة أو القصر

قلعة تاجابيرا (ألمانية بالألمانية: Wagenküll) قصر يقع في قرية تاجابيرا، في إستونيا.

## التاريخ
القصر وجد في القرن السادس عشر خلال حكم البولنديين والسويديين في استونيا، يعود القصر إلى عائلة رابندر Rehbinder في 1674 بيع القصر إلى الرائد Otto von Stackelberg .
في عام 1819 تم بيع القصر المفلس لبرنهارد هاينريش فون
وكان أخر ملاك القصر هو بيرنهارد هاينريش فون حفيد هوغو فون اللذي فقد القصر عام 1919

## وصلات خارجية
- الموقع الرسمي نسخة محفوظة 16 أبريل 2015 على موقع واي باك مشين.
- شكل وإحداثيات المبنى في عام 2006
- معرض صور